# 양성길
양성길(梁成吉, 1953년 11월 20일~2001년 7월 27일)은 대한민국의 물리학자이다. 전공은 소립자 이론물리학이다.
"공형장 이론에 의한 1차원 전자 계의 연구" 로 1995년에 니시나 기념상, 1997년에 대한민국학술원상을 수상하였다.
2001년에 폐암으로 사망하였다. 그의 후임으로 이시바시 노부유키(石橋 延幸)가 부임하여 쓰쿠바 대학 소립자이론 그룹(Particle Theory Group) 초끈이론 파트의 리더가 되었다.

## 약력
- 1976년（쇼와 51년） 릿쿄 대학 이학부 물리학과 졸업
- 1981년（쇼와 56년） 릿쿄대학 대학원 이학연구과 박사과정 수료, 이학박사
- 1984년（쇼와 59년） 닐스 보어 연구소 연구원（니시나 기념 재단 해외 파견 연구원）
- 1987년（쇼와 62년） 교토 대학 기초 물리학 연구소 조수
- 1990년（헤이세이 02년） 고에너지 가속기 연구 기구 조교수
- 1992년（헤이세이 04년） 쓰쿠바 대학 물리학계 조교수
- 1994년（헤이세이 06년） 쓰쿠바 대학 물리학계 교수

## 저서
- "키 포인트: 행렬과 변환군"（이와나미 서점, 1996년）
- "공형장 이론과 1차원 양자계" (공저자: 가와카미 노리오)（이와나미 서점, 1997년）